# Нанјанг
Нанјанг (南阳) град је Кини у покрајини Хенан. Према процени из 2009. у граду је живело 251.305 становника.

## Становништво
Према процени, у граду је 2009. живело 251.305 становника.
| 1990.   | 2000. | 2009    |
| ------- | ----- | ------- |
| 228.293 | …     | 251.305 |